# Breggia
Breggia é uma comuna da Suíça, situada no distrito de Mendrisio, no cantão de Ticino. Tem 25,5 km² de área e sua população em 2018 foi estimada em 1.988 habitantes.
Foi criada em 25 de outubro de 2009, a partir da fusão das antigas comunas de Bruzella, Cabbio, Caneggio, Morbio Superiore, Muggio e Sagno.